# Hydrotaea australis
Hydrotaea australis este o specie de muște din genul Hydrotaea, familia Muscidae, descrisă de Malloch în anul 1923. Conform Catalogue of Life specia Hydrotaea australis nu are subspecii cunoscute.